# Yonit Levi

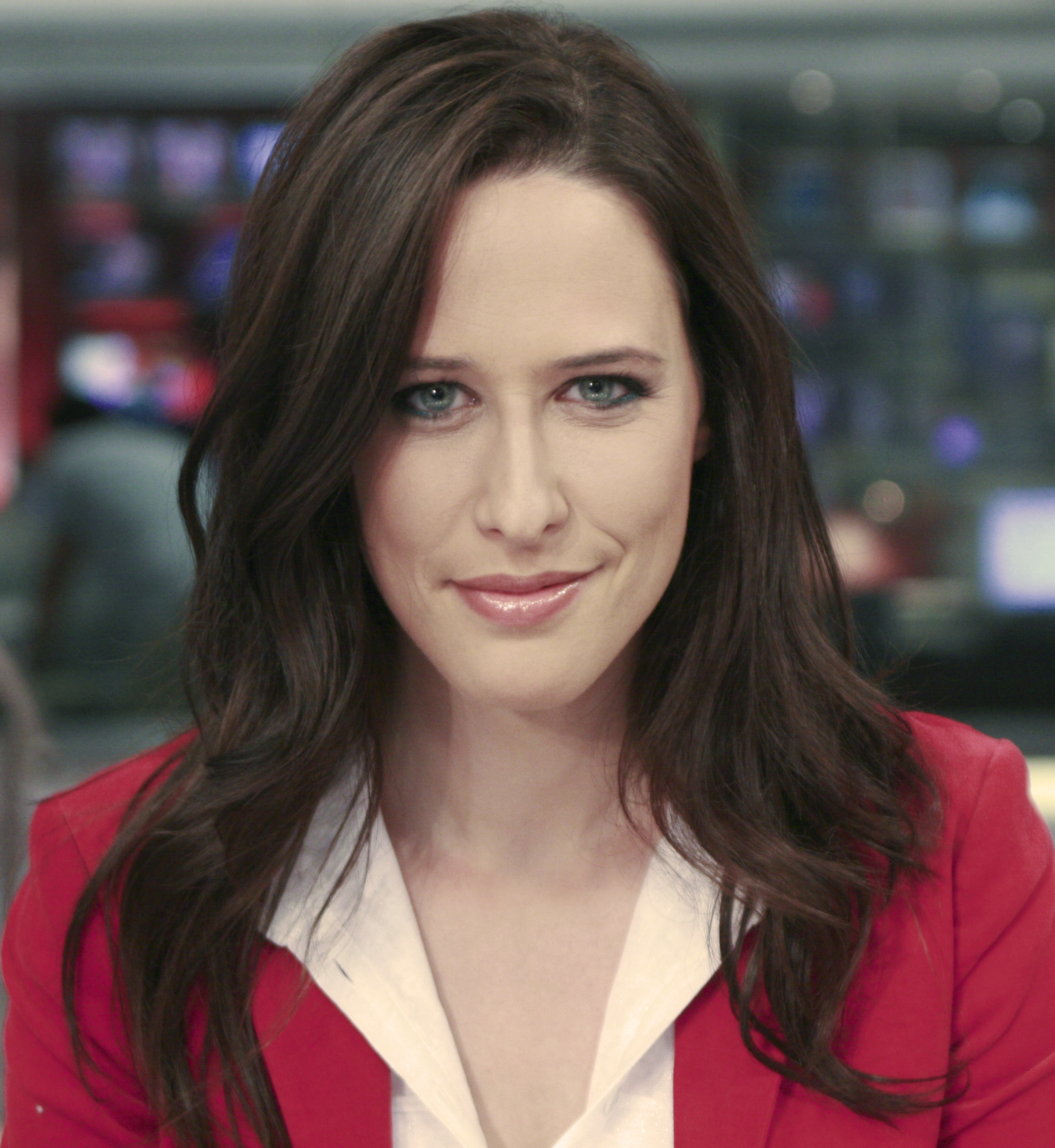
Yonit Levi (2008)

Yonit Levi (hebräisch יונית לוי; * 12. Juli 1977 in Jerusalem) ist eine israelische Nachrichtensprecherin, Fernsehmoderatorin und Journalistin.

## Leben und Karriere

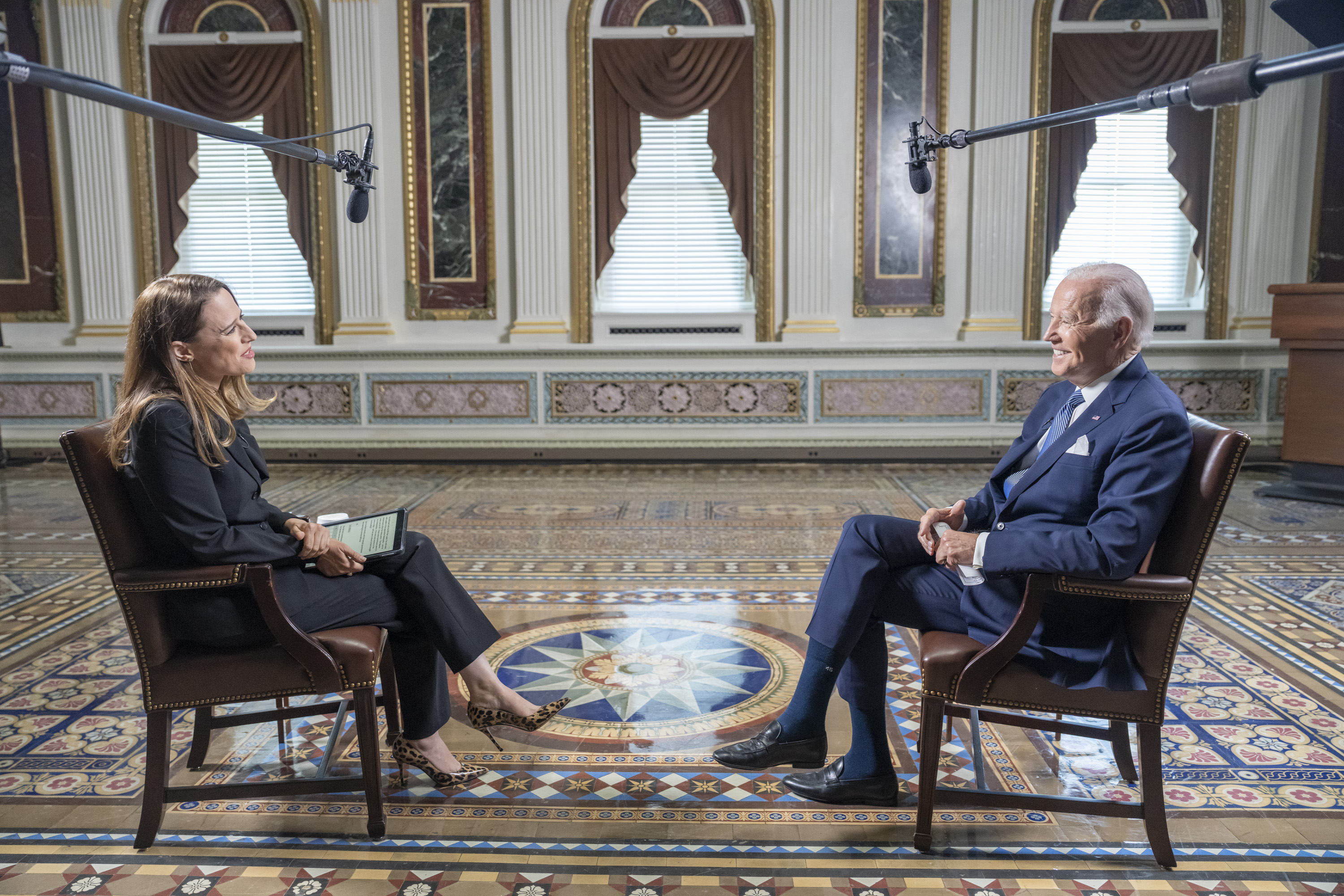
Yonit Levi und Joe Biden während des Interviews für den Channel 2 im Juli 2022

Yonit Levi wurde am 12. Juli 1977 in einer aschkenasischen jüdischen Familie auf dem französischen Hügel in Jerusalem geboren. Ihr Vater wurde in der Sowjetunion und ihre Mutter in Rumänien geboren. Sie lebte einige Jahre mit ihren Eltern in Chicago, wo sie die Bernard Zell Anshe Emet Day School besuchte. Sie studierte später an der Hebräischen Universität Jerusalem.
Levi ist seit 2002 die Moderatorin der Nachrichtensendung von Channel 2 in der Hauptsendezeit. Im Januar 2008 führte sie mit dem 43. Präsidenten der Vereinigten Staaten George W. Bush und im Juli 2010 schließlich mit dem 44. Präsidenten der Vereinigten Staaten Barack Obama ein Interview im Weißen Haus. Im Juli 2022 führte sie erneut ein Präsidenteninterview, diesmal mit dem 46. Präsidenten der Vereinigten Staaten Joe Biden.
Im Oktober 2011 heiratete sie den israelischen Drehbuchautor Ido Rosenblum, mit dem sie drei gemeinsame Kinder hat.
Seit 2021 leitet Levi gemeinsam mit dem The Guardian Journalisten Jonathan Freedland den Podcast Unholy: Two Jews on the News.